# Coconuts
Coconuts es un videojuego publicado en 1982 por la empresa Telesys para la consola Atari 2600. Es considerado uno de los peores videojuegos que se hizo para ese sistema.